# Янчевецкий, Григорий Андреевич
Григорий Андреевич Янчевецкий (1846—1903) — русский филолог-классик, педагог, директор Александровской и Николаевской гимназий в Ревеле.

## Биография
Сын священника села Мирогощи Дубенского уезда Волынской губернии.
Окончил Волынскую духовную семинарию (1867) и историко-филологический факультет Университета Св. Владимира (1871). В 1872 году был утверждён в степени кандидата по классическому отделу.
В 1871—1874 годах был воспитателем и учителем древних языков в Коллегии Павла Галагана, а в 1874—1876 годах — учителем древних языков в Киевской 1-й гимназии. В 1874 году был командирован за границу на два с половиной месяца, после чего в одном из первых заседаний киевского отделения Общества классической филологии и педагогики прочитал доклад об устройстве саксонских гимназий, позднее изданный в виде отдельной брошюры.
30 июня 1876 года переведен учителем древних языков в Глуховскую прогимназию, а 1 августа того же года — в Рижскую Александровскую гимназию. В Риге был удостоен Высочайшей благодарности за греческий спектакль гимназии по случаю празднования 25-летия царствования Александра II. 1 августа 1881 года был уволен от службы, а в ноябре того же года командирован в Грецию с ученой целью на полгода. 1 мая 1882 года назначен инспектором Рижской Александровской гимназии, с 1 июля 1885 по 2 июля 1886 года исполнял должность директора гимназии. С 1 июля 1886 года назначен директором Ревельской Александровской гимназии, а с 1 января 1891 года — директором Ревельской императора Николая I гимназии. Последнюю должность занимал до июля 1902 года, когда оставил службу по болезни. Дослужился до чина статского советника (1884), из наград имел орден Св. Владимира 4-й степени (14 мая 1896).
На протяжении всей службы занимался литературной деятельностью. Перевел на русский язык идиллии Феокрита, сочинения Ксенофонта и Павсания. Под его редакцией были изданы «Преподавание латинского и греческого языков» Экштейна и «История искусства древности» Винкельмана. Также был известен как издатель и редактор журналов, посвященных интересам и задачам классической школы: «Гимназия» (1888—1899) и «Педагогический еженедельник» (1893—1896 и 1899). В обоих изданиях поместил массу статей, преимущественно по методике преподавания древних языков, а также прозаический перевод отдельных поэм Гомера. Кроме того, принимал деятельное участие в газете «Ревельские известия», был энергичным сотрудником эстляндского губернатора князя С. В. Шаховского и участвовал в общественных организациях, учрежденных для проведения в Эстляндской губернии принципов русской государственности.
Умер в 1903 году в Санкт-Петербурге после продолжительной болезни. Похоронен на Смоленском православном кладбище.

## Семья
Был женат на Варваре Помпеевне Магеровской (1853—1933), журналистке и переводчице. Их дети:
- Дмитрий (1873—1938), журналист, писатель-востоковед, сотрудник газеты «Новое время».
- Василий (1875—1954), известный писатель, автор исторических романов.
- Елена (1878—?), в замужестве Александрова.
- Софья (1885—1966), в замужестве Концевич.

## Сочинения
- Саксонские гимназии. — Киев, 1875.
- Идиллии Феокрита / Пер. Г. Янчевецкого. — Воронеж, 1876
- Словарь к Геродоту: Скифия, IV, 1-144 и Сражение при Фермопилах, VII, 201—238. — Киев, 1876.
- Сочинения Ксенофонта: в 5-ти вып. / пер. с греч. преп. Киев. 1 гимназии Г. А. Янчевецкий. — Киев, 1876—1880.
- Празднование 1000-летия блаженной кончины святого Мефодия, просветителя славян в Риге и других местах Прибалтийского края. / Изд. под ред. Г. Янчевецкого. — Митава, 1885
- Описание Еллады или Путешествие по Греции во 2-м веке по Р. Х. / пер. Г. Янчевецкого. — СПб., 1887—1889.
- Экштейн Ф. А. Преподавание латинского и греческого языков / Пер. под ред. Г. Янчевецкого. — Ревель, 1889.
- Бартелеми Ж. Ж. Путешествие молодого Анахарсиса по Греции в IV веке до Р. Х. / под редакцией Г. Янчевецкого. — Ревель, 1890.
- Винкельман И. И. История искусства древности / Пер. под ред. дир. Ревел. Александр. гимназии Г. Янчевецкого. — Ревель, 1890.
- Коменский Я. А. Диоген циник на сцене или Об удобном любомудрствовании / Пер. Г. Янчевецкого. — Ревель, 1893.
- Венок на могилу: статьи, посвященные памяти бывшего эстляндского губернатора князя С. В. Шаховского / Под ред. Г. Янчевецкого. — Ревель, 1896.
- Список книг Библиотеки Г. А. Янчевецкого. — Ревель, 1903.